# VOJIN
VOJIN (Vazduhoplovno osmatranje, javljanje i navođenje) je naziv vojnih jedinica namenjenih za neprekidno radarsko osmatranje vazdušnog prostora, otkrivanje i praćenje ciljeva u vazduhu, radarsko obezbeđenje borbenih dejstava LA, RJ PVO, i PAA, kao i obaveštavanje jedinica VS i PVO, KoV i centara civilne zaštite o situaciji u vazduhu.

## Zadaci
Jedinice VOJIN izvršavaju sledeće zadatke:
- Neprekidno osmatraju vazdušni prostor
- Otkrivaju i neprekidno prate sredstva za napad iz vazduha
- Obaveštavaju jedinice i ustanove vojske i centre civilne zaštite o situaciji u vazduhu
- Vrše radarsko obezbeđenje borbenih dejstava jedinica LA, RJ PVO, PAA
- Vrše navođenje LA na otkrivene ciljeve u vazduhu
- Vode druge vrste avijacije u rejon izvršenja borbenih zadataka
- Pružaju navigacijsku pomoć avionima u nuždi

Pored navedenih zadataka, jedinice VOJIN se angažuju i za radarsku kontrolu letenja sopstvene avijacije kao i za osmatranje i praćenje radiološke i meteorološke situacije.

## Organizacija jedinica VOJIN
Organizacija sistema VOJIN je jedinstven za državnu teritoriju i oružane snage. Celokupna državna teritorija podeljena je na zone, a zone na sektore vazdušnog osmatranja i javljanja. Veličinu i granice sektora i zona VOJIN određuje Komanda RV i PVO. Jedinice VOJIN organizovane su u pukove (ponekad u brigade), bataljone, čete, vodove, odeljenja, kao i druge prištapske jedinice za obezbeđenje i opsluživanje.
Puk VOJIN (u nekim slučajevima brigada) je najveća jedinica VOJIN, koja organizuje i vrši vazdušno osmatranje, javljanje i navođenje u zoni koju brani korpus PVO, a u svom sastavu ima: 1-2 bataljona VOJIN, bataljon za vezu, četu za upravljanje (ČZU) i četu veze za opsluživanje, 5 i više samostalnih četa VOJIN, 2-6 samostalnih vodova VOJ, tehničku četu, prištapske jedinice za pozadinsko obezbeđenje.
Bataljon VOJIN načelno je u organizacijskom sastavu puka, a može da bude i samostalna jedinica. Ako se nalazi u sastavu puka VOJIN, onda organizuje i vrši vazdušno osmatranje i navođenje u sektoru zone puka. Kada je bataljon VOJIN organizacijski samostalna jedinica, onda organizuje i vrši vazdušno osmatranje javljanje i navođenje u zoni koju brani brigada PVO. Bataljon VOJIN u svom sastavu, načelno, ima: 3 i više četa VOJIN, 2-4 voda VOJ, četu za upravljanje, četu veze i prištapske jedinice.
Bataljon za vezu namenjen je za uspostavljanje i održavanje svih planiranih veza od OC VOJIN i komandnog mesta korpusa PVO prema pretpostavljenim, sadejstvujućim, i potčinjenim komandama, kao i održavanje unutrašnjih veza u OC VOJIN i na komandnom mestu korpusa PVO.
Četa za upravljanje namenjena je za organizaciju i opsluživanje OC VOJIN.
Četa VOJIN namenjena je vazdušno osmatranje, javljanje i navođenje lovaca presretača na ciljeve u vazduhu, može da bude samostalna jedinica puka ili u sastavu bataljona VOJIN.
Vod VOJ je najmanja jedinica VOJIN, a namenjena je za vazdušno osmatranje i prenošenje podataka u OC VOJIN. Normalno je u sastavu čete, bataljona ili puka VOJIN.
Odeljenje VOSt (vizuelna osmatračka stanica) namenjeno je za dopunu radarskog osmatranja; vrši utvrđivanje sastava grupe koja naleće na određeni rejon, određuje tipove i pripadnost letelica,osmatra borbena dejstva avijacije u vazduhu i na zemlji. VOSt vrši osmatranje i predaju meteoroloških podataka, a nalazi se u sastavu čete ili voda.
Ovo je načelna organizacija jedinica VOJIN u VJ i VRS (dok su postojale). Sa novom reorganizacijom vojske verovatno ce biti promena u smislu organizacije.

## Sredstva u naoružanju jedinica VOJIN
Jedinice VOJIN su opremljene elektronskim tehničkim sredstvima čije mogućnosti u otkrivanju, praćenju, javljanju, utvrđivanju pripadnosti, obaveštavanju, navođenju i komandovanju obezbeđuju izvršenje svih zadataka. Za neposrednu zaštitu jedinice su naoružane sredstvima za odbranu od napada sa zemlje i iz vazduha, kao i sredstvima za vuču (prevoz).
Elektronska tehnička sredstva sačinjavaju:
- Radarski uređaji
- Uređaji za obradu, prikazivanje i prenos podataka (računarski uređaji)
- Uređaji za elektronsku identifikaciju
- Uređaji za vezu
- Izvori za napajanje

### Radarski uređaji
Vrste, tipovi i mogućnosti radarskih uređaja u jedinicama VOJIN određeni su namenom i zadacima jedinice, a to su:
- radari velikog dometa
- radari srednjeg dometa
- radari malog dometa
- radari za merenje visine

Radari velikog dometa otkrivaju ciljeve u vazduhu na velikim daljinama i visinama. Načelno su stacionarnog tipa, fortifikacijski uređeni i branjeni PAA. Opslužuje ih četa VOJIN. U izuzetnim slučajevima njihovi položaji mogu da se koriste kao rezervna bataljonska komandna mesta.
Osnovne karakteristike ovih radara su: daljina otkrivanja do 1000km, impulsna snaga 1-5MW, tačnost određivanja daljine 2-4km, tačnost određivanja azimuta 1,5-3 stepena, talasno područje je najčešće metarsko, ima veći broj panoramskih i drugih pokazivača.
Loše strane ovih radara: nedovoljna preciznost za navođenje avijacije, zahteva veliku refleksnu površinu za formiranje snopa zračenja (do 2000m u prečniku), slaba pokretljivost.
Radari srednjeg dometa otkrivaju ciljeve u vazduhu na daljini do 400km. Načelno su pokretni. Opslužuje ih četa VOJIN, a prema užoj nameni mogu da se koriste i za navođenje LA na ciljeve u vazduhu, jer se odlikuju velikom preciznošću merenja daljine, visine, azimuta i brzine aviona.
Osnovne karakteristike ovih radara su: daljina otkrivanja do 400km, impulsna snaga 1-2MW, tačnost merenja daljine oko 200m, tačnost merenja azimuta 0,2-2 stepena, talasno područje je decimetarsko i centimetarsko, broj panoramskih pokazivača prema potrebi.
Radari malog dometa koriste se za otkrivanje niskoletećih ciljeva i pokrivanje mrtvih zona i međuprostora koje sa svojih položaja ne mogu da „pokriju“ radari velikog i srednjeg dometa. Daljina osmatranja iznosi do 250km. Mogu se brzo premeštati, a opslužuje ih vod VOJ. Ostale karakteristike ovih radara približno su iste kao i radara srednjeg dometa.
Radari za merenje visine služe za određivanje visine otkrivenih ciljeva u vazduhu, a koriste se u sprezi sa osmatračkim radarima. (Obično je sprega računar i takva sprega omogućuje automatsko merenje visine).
Osnovne karakteristike ovih radara su: otkrivaju ciljeve male refleksne površine na daljini do 200km i visini do 20km, a ciljeve veće refleksne površine na daljini do 250km i visini do 80km. (Poznat je sovjetski visinomer PRV-11 koji je korišćen kod svemirskih letova), impulsna snaga im je 50KW-1MW, tačnost merenja visine do 300m, širina snopa zračenja po vertikalnoj ravni 0,7, a po horizontalnoj ravni 3 stepena sto omogućava veliku tačnost merenja visine, talasno područje je centimetarsko. Ovi radari se nalaze u sastavu seta VOJIN. Najnoviji osmatrački radari imaju tako rešeno skeniranje snopa da sa jedne antene vrlo precizno mere i visinu. (tzv. 3D radari)

### Uređaji za poluautomatsku i automatsku obradu podataka
Ovi uređaji vrše automatsku obradu i prikazivanje podataka o otkrivenim ciljevima u vazduhu za najkraće vreme, čime je omogućeno brzo donošenje odluke o izvođenju borbenih dejstava. Oni omogućavaju brzu integraciju podataka radarskog osmatranja sa velikog prostora i od većeg broja jedinica VOJIN. Njihov sastav i vrsta zavise od mesta i uloge u borbenom poretku jedinice VOJIN.
U četama VOJIN načelno se nalaze dve vrste ovih uređaja.
- Prva vrsta omogućuje obradu, izdvajanje i predaju do 60 kompletnih podataka o: broju, brzinama i visinama u jednoj minuti. Najnoviji radari koje poseduje VS daju kompletnu informaciju do 1000 ciljeva u jednom okretaju antene.
- Druga vrsta uređaja omogućuje izračunavanje, kodiranje (šifrovanje) i predaju većeg broja jednovremenih komandi za navođenje lovaca- presretača. Daljina prenosa komandi zavisi od mogućnosti sistema i sredstava veze.

U bataljonskim centrima VOJIN ovi uređaji omogućuju objedinjavanje i prikazivanje podataka o situaciji u vazduhu koji su dobiveni sa lokalnih i izdvojenih radara; proračun mogućnosti upotrebe avijacije po tipovima, vrsti naoružanja i mestu baziranja; komandovanje potčinjenim jedinicama; razmenu podataka sa susednim operativnim centrima; prenos podataka vazdušne situacije u OC pretpostavljene komande.Kompleks automatizovanog sistema bataljonskog centra VOJIN sastoji se od: više radarskih pokazivača različite namene,elektronskih optičkih planšeta, telepredajnika i teleprijemnika sa klasičnim i specijalnim sredstvima za vezu, šifratora, dešifratora i memorija podataka, elektronskih računara i dela za klasičnu obradu i izlaganje podataka.
U pukovskom centru VOJIN nalazi se slična oprema kao i u bataljonskom centru, specificirana prema potrebama i zadacima samog centra VOJIN.